# Ferber (sächsisches Adelsgeschlecht)

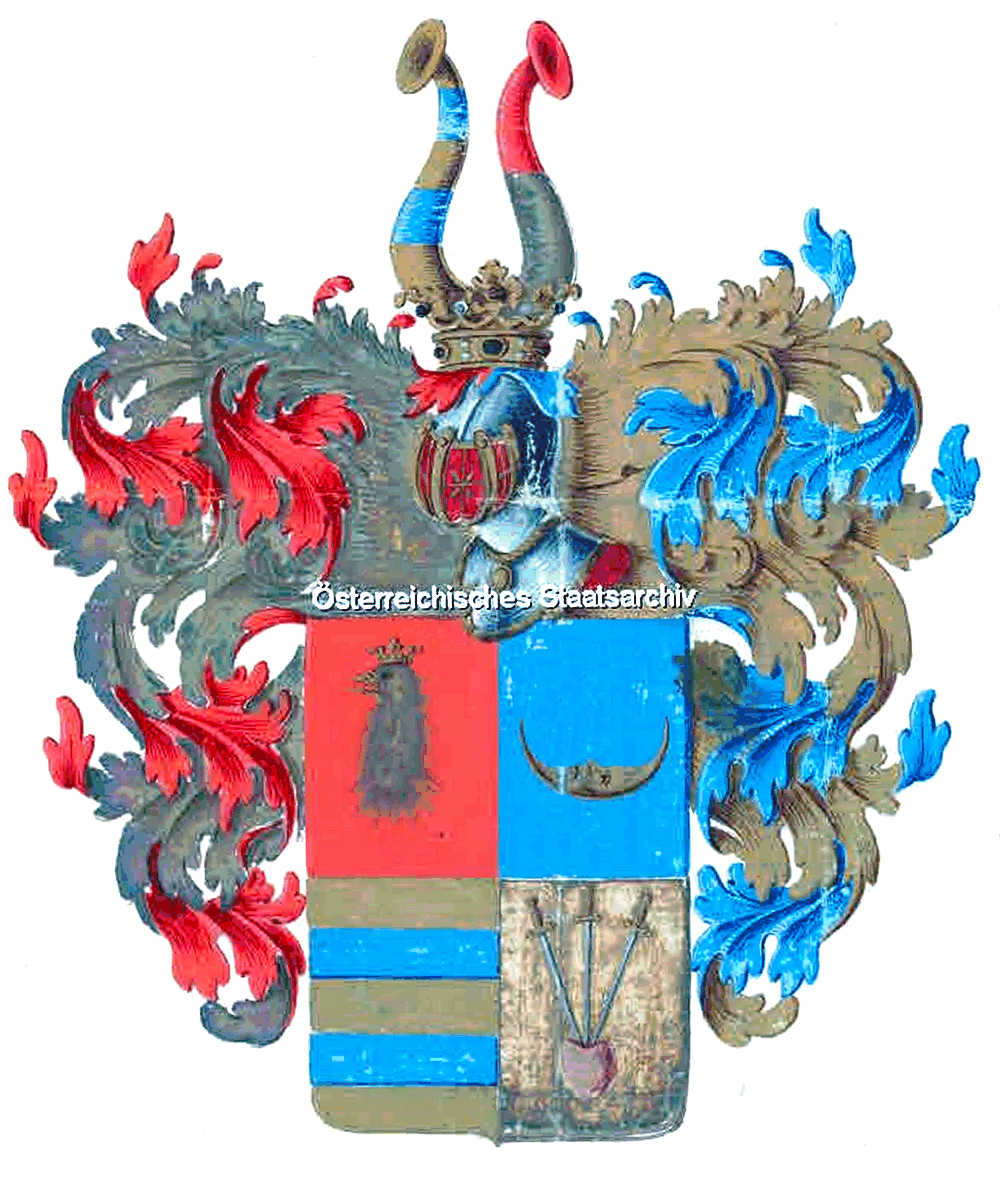
Wappen derer von Ferber (1776)

Ferber ist der Name eines sächsischen Briefadelsgeschlechts.
Die Familie ist weder mit der Danziger Familie Ferber noch mit den mecklenburgischen Ferber stammverwandt, sondern von diesen zu unterscheiden.

## Geschichte
Das Geschlecht ging aus einer ursprünglich bürgerlichen Familie aus Zwickau hervor. Die Brüder Friedrich Traugott Ferber, sächsischer Hofrat und Kabinettssekretär, Wolfgang Andreas Ferber, Bürgermeister zu Zwickau, und Magister Gottfried Ferber, Archidiakon zu Meissen, erhielten am 30. August 1745 einen Wappenvermehrungsbrief. Am 29. November 1776 wurden die Brüder Friedrich Wilhelm Ferber, sächsischer Kammer- und Bergrat, Karl Friedrich Adolph Ferber, kurfürstlich-sächsischer Kavallerierittmeister, und August Konstantin Ferber, kursächsischer Bergkommissionsrat und Oberbergamtsassessor zu Freiburg, Söhne des o. g. Friedrich Traugott Ferbers, von Kaiser Joseph II. in den Adelsstand erhoben. Am 24. April 1789 wurde der genannte Friedrich Wilhelm von Ferber durch den Kaiser in den Freiherrenstand des Heiligen Römischen Reiches deutscher Nation erhoben.

## Persönlichkeiten
- Wolfgang Andreas Ferber († ca. 1770), Bürgermeister und Syndikus der Stadt Zwickau
- Friedrich Wilhelm von Ferber (1732–1800), kursächsischer Staatsmann
- Victor Wilhelm von Ferber (1809–1897), sächsischer Rittergutsbesitzer, Jurist und Politiker

## Wappen
- Blasonierung des bürgerlichen Stammwappens: Im Schild ein rotes Herz mit drei Schwertern und einem unter sich gewendeten halben Mond.[1][2]
- Blasonierung des vermehrten bürgerlichen Wappens von 1745: Schild durch eine blaue Spitze von Silber und Rot gespalten, vorne ein rotes Herz, darin drei silberne Schwerter mit goldenem Griff stecken; hinten ein mit hermelin-gestülpter Pupurmütze bedeckter silberner Adlersrumpf und in der Spitze ein goldener Mond, die Hörner aufwärts. Auf dem gekrönten Helm mit rechts rot-silbernen und links blau-goldenen Helmdecken der silberne Adlersrumpf mit Mütze.[1]
- Blasonierung des Wappens von 1776: Geviert. Feld 1 in Rot ein gekrönter silberner Adlersrumpf; Feld 2 in Blau ein gesichteter goldener Mond, die Hörner aufwärts; Feld 3 in Gold zwei blaue Balken und Feld 4 in Silber ein rotes Herz, in welchem drei Degen mit goldenen Griffen stecken. Auf dem Helm mit rechts rot-silbernen und links blau-goldenen Decken zwei Büffelhörner, rechts golden mit zwei blauen Binden, links von rot und silbern geteilt.
- Blasonierung des Freiherrnwappens von 1789: Schild und Helmzier wie 1776. Auf dem Schild eine Freiherrenkrone. Als Schildhalter zwei gekrönte silberne Adler.[1]

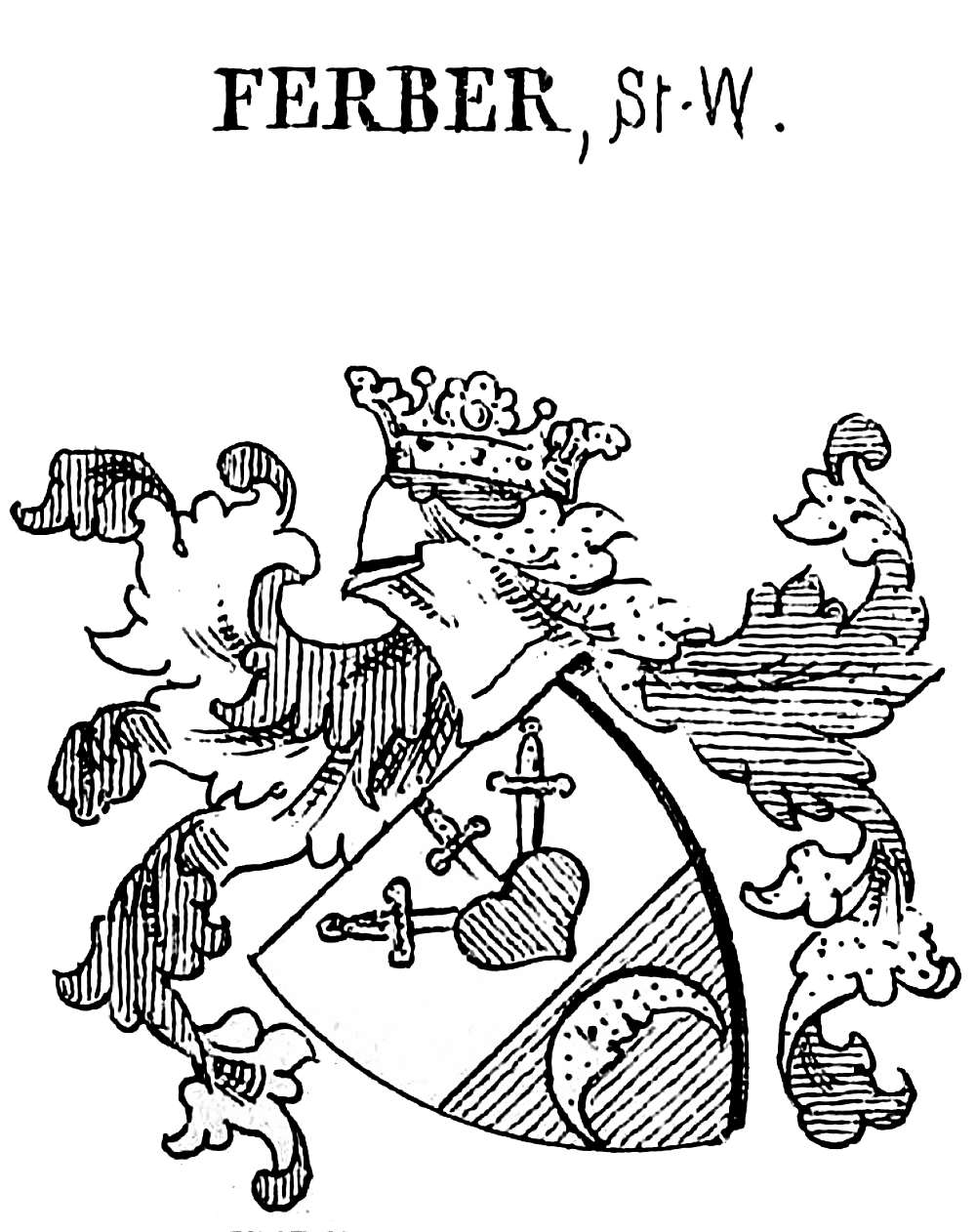
Stammwappen der Ferber in Siebmachers Wappenbuch
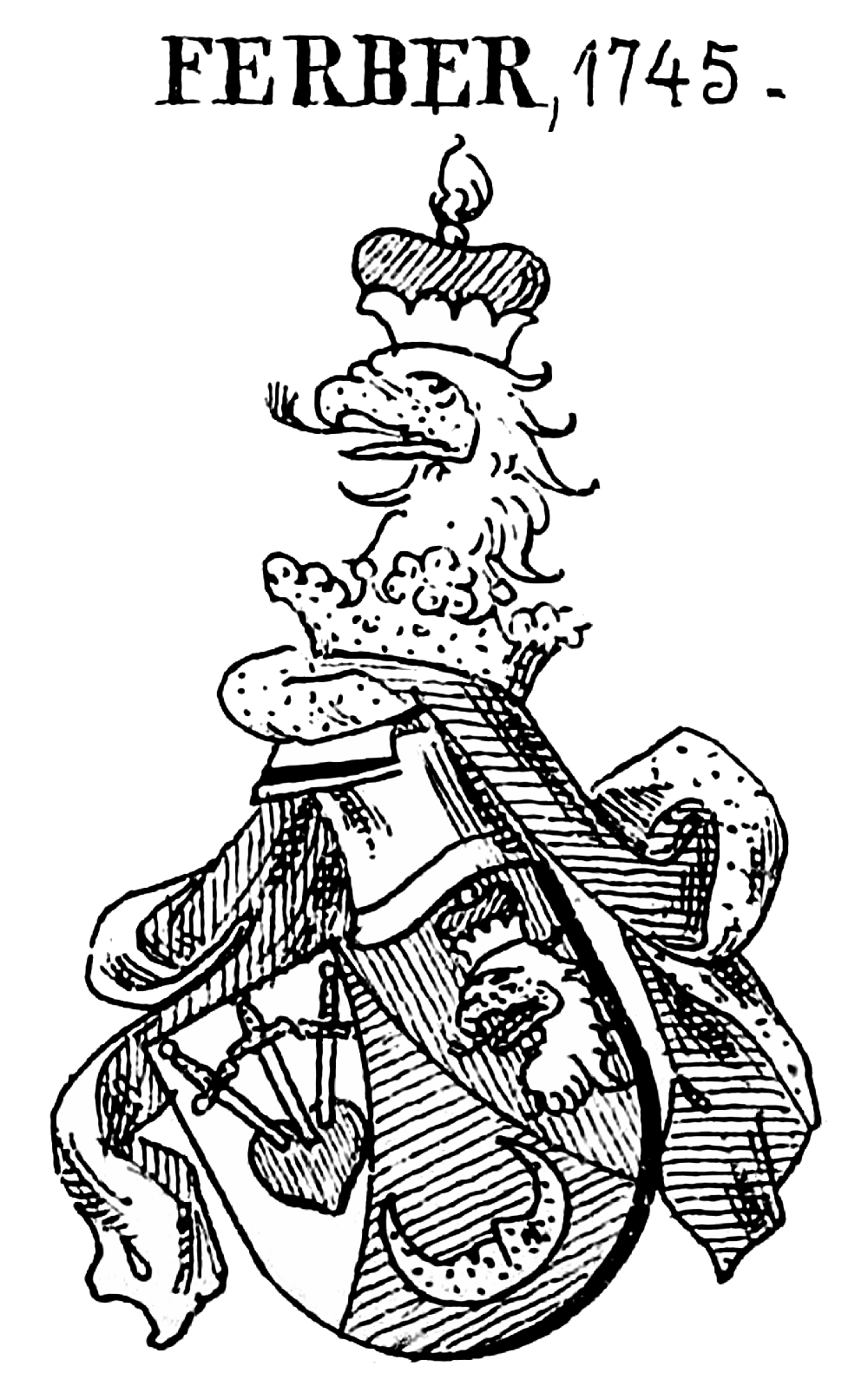
Wappen derer von Ferber (1745) in Siebmachers Wappenbuch
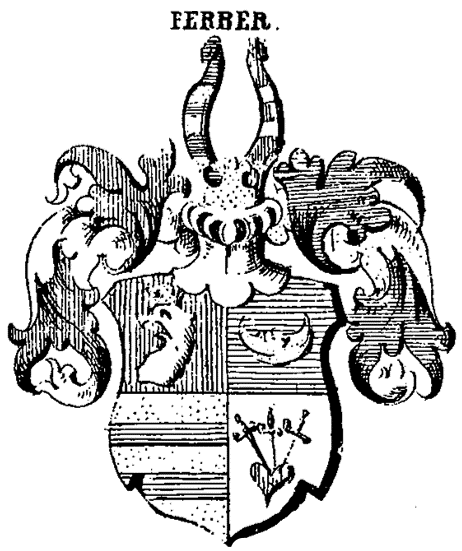
Wappen derer von Ferber (1776) in Siebmachers Wappenbuch
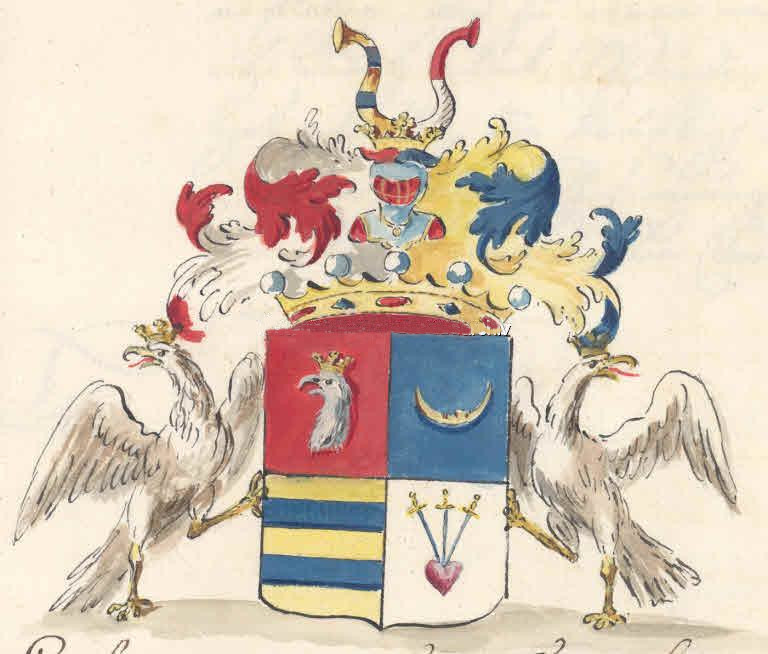
Freiherrenwappen derer von Ferber (1789)